# Sistema de ligas juveniles de fútbol de España
El sistema de ligas juveniles de España se refiere a la estructuración que adoptan las diferentes competiciones de la Real Federación Española de Fútbol en su categoría juvenil —ó sub-19—. Desde la implantación del primer sistema de competición en la temporada 1967-68, han sido numerosas las reestructuraciones debido a la incipiente aparición de nuevos clubes y para intentar dar cabida a todos ellos.
En esa fecha se creó un método de tres divisiones, teniendo en su máximo exponente el Campeonato de Juveniles de Primera Categoría —renombrado al año siguiente como Primera División Juvenil—. Así continuó hasta que tras diversas remodelaciones se estableció en la temporada 1995-96 la División de Honor Juvenil, que es desde entonces la máxima competición a nivel nacional.
En este artículo se destaca la máxima categoría y su evolución, al ser la competición que designa al mejor club juvenil de España. Así, se registran las siguientes campeonatos.
- Campeonato de Juveniles Primera Categoría: (1967-68) Nombre en su nacimiento.
- Primera División Juvenil: (1968-76) Cambio en su denominación.
- Liga Nacional Juvenil: (1976-86) Cambio tras la primera gran reestructuración.
- Superliga Juvenil: (1986-90) Segunda reestructuración de las competiciones.
- Liga de Honor Sub-19: (1990-95) Cambio en su denominación y nueva reestructuración.
- División de Honor Juvenil: (1995-Act.) Nombre actual y último cambio.

El reglamento de la Real Federación Española de Fútbol establece que la licencia de futbolista juvenil corresponde a los que cumplan diecisiete años a partir del 1 de enero de la temporada de que se trate, hasta la finalización de la temporada en que cumplan los diecinueve.

## Historia

### Ligas masculinas
La primera liga juvenil entre clubes de España fue creada por la Real Federación Española de Fútbol (RFEF) la temporada 1976-77, con el nombre de Liga Nacional Juvenil. Participaban, inicialmente, 96 equipos, repartidos por criterios de proximidad geográfica en ocho grupos, habiendo pues otros tantos campeones de liga. Una vez finalizada la liga, los mejores clasificados de cada grupo tomaban parte en el Campeonato de España Juvenil (actual Copa del Rey), competición creada en 1951 y que por entonces era el único torneo de ámbito nacional disputado por clubes juveniles en España.
La temporada 1986-87 la RFEF introdujo una nueva categoría superior a la Liga Nacional Juvenil, la llamada Superliga Juvenil, formada por un grupo único con los 16 mejores equipos juveniles del país, a imagen y semejanza de la Primera División del fútbol profesional. Los equipos juveniles fundacionales fueron: Fútbol Club Barcelona, Real Club Deportivo Español, Club de Fútbol Damm, Real Racing Club de Santander, Unión Deportiva Las Palmas, Levante Unión Deportiva, Sevilla Fútbol Club, Cádiz Club de Fútbol, Athletic Club, Real Betis Balompié, Real Murcia Club de Fútbol, Real Sociedad de Fútbol, Real Valladolid Club de Fútbol, Club Atlético Osasuna, Kelme Club de Fútbol y el Real Madrid Club de Fútbol, que fue el primer campeón. 
En la temporada 1990-91 la Superliga Juvenil fue renombrada como Liga de Honor Sub-19, permitiendo a los clubes la alineación de futbolistas de hasta esta edad, que hasta entonces estaba restringida a cuatro jugadores por plantilla. Al mismo tiempo, se creó una nueva categoría intermedia entre la Liga de Honor sub-19 y la Liga Nacional Juvenil, bautizada como División de Honor Juvenil y dividida en seis grupos territoriales.
Las exigencias económicas que suponía la disputa de la Liga de Honor sub-19 provocó, a mediados de los años 1990, a la retirada de varios de los principales clubes, como el Real Madrid C. F. o el R. C. D. Español. Ante esta situación, la temporada 1995-96 la Real Federación Española de Fútbol (RFEF) llevó a cabo una importante reestructuración: se eliminó la Liga sub-19, de modo que la División de Honor, que hasta entonces era la segunda división, se convirtió en la máxima categoría. Al estar la División de Honor dividida en seis grupos territoriales, se estableció que los campeones de cada liga disputasen una fase final en terreno neutral, bautizada como Copa de Campeones, para determinar al campeón nacional. Originalmente, la Copa de Campeones se disputaba en dos fases: una liguilla, con dos grupos de tres equipos cada uno, y una final entre los dos primeros clasificados de cada grupo.
La temporada 2006/07 la RFEF amplió la División de Honor de seis a siete grupos, creando un grupo propio para los clubes de la Comunidad Valenciana. De este modo, se amplió también la Copa de Campeones a siete participantes.
La temporada 2011/12 la RFEF llevó a cabo una nueva reestructuración de la Copa de Campeones: se amplió de siete a ocho el número de equipos participantes —dando cabida al subcampeón de la División de Honor con más puntos— y se modificó el formato de competición, reemplazando las liguillas por las eliminatorias directas.

#### Sistema de ligas masculinas
| Nivel | Categoría                 | Organizador                | Participantes                                |
| ----- | ------------------------- | -------------------------- | -------------------------------------------- |
| 1     | División de Honor Juvenil | RFEF                       | 114 (7 grupos, 6 de 16 y uno de 18)          |
| 2     | Liga Nacional Juvenil     | RFEF                       | 290 (17 grupos, 8 de 16, 1 de 17, y 8 de 18) |
| 3     | Categorías regionales     | Federaciones territoriales | —                                            |

## Historial

### Absoluto de primera categoría
A continuación se listan los campeones absolutos juveniles. Para un detalle de los vencedores por cada competición véanse sus artículos correspondientes.
| Temporada            | Campeón                 | Resultado          | Subcampeón              | Notas                                       |
| SuperLiga            | SuperLiga               | SuperLiga          | SuperLiga               | SuperLiga                                   |
| -------------------- | ----------------------- | ------------------ | ----------------------- | ------------------------------------------- |
| 1986-87              | Real Madrid C. F.       | Sistema de liga    | F. C. Barcelona         |                                             |
| 1987-88              | Real Madrid C. F.       | Sistema de liga    | F. C. Barcelona         | Récord de campeonatos consecutivos          |
| 1988-89              | Athletic Club           | Sistema de liga    | C. A. Osasuna           |                                             |
| 1989-90              | Real Madrid C. F.       | Sistema de liga    | Real Betis Balompié     |                                             |
| Liga de Honor Sub-19 |                         |                    |                         |                                             |
| 1990-91              | Sevilla F. C.           | Sistema de liga    | F. C. Barcelona         |                                             |
| 1991-92              | Athletic Club           | Sistema de liga    | Real Madrid C. F.       |                                             |
| 1992-93              | Real Madrid C. F.       | Sistema de liga    | Real Valladolid C. F.   |                                             |
| 1993-94              | F. C. Barcelona         | Sistema de liga    | Valencia C. F.          |                                             |
| Copa de Campeones    |                         |                    |                         |                                             |
| 1994-95              | Real Madrid C. F.       | 4 - 1              | Sevilla F. C.           | Primera disputa de una final                |
| 1995-96              | R. C. D. de La Coruña   | 2 - 1              | Real Madrid C. F.       |                                             |
| 1996-97              | Real Madrid C. F.       | 2 - 0              | Sevilla F. C.           | Récord de finales consecutivas              |
| 1997-98              | Real Sociedad de Fútbol | 2 - 1              | Valencia C. F.          |                                             |
| 1998-99              | Real Sociedad de Fútbol | 0 - 0 (4 - 3 pen.) | Sevilla F. C.           | Récord de campeonatos consecutivos igualado |
| 1999-00              | Real Madrid C. F.       | 4 - 2              | F. C. Barcelona         |                                             |
| 2000-01              | C. A. Osasuna           | 1 - 0              | Atlético de Madrid      |                                             |
| 2001-02              | Atlético de Madrid      | 3 - 0              | Real Zaragoza           |                                             |
| 2002-03              | Málaga C. F.            | 2 - 0              | R. C. D. Español        |                                             |
| 2003-04              | Real Sporting de Gijón  | 0 - 0 (4 - 1 pen.) | R. C. D. Español        |                                             |
| 2004-05              | F. C. Barcelona         | 3 - 1              | Real Sporting de Gijón  |                                             |
| 2005-06              | Real Madrid C. F.       | 1 - 0              | Real Valladolid         |                                             |
| 2006-07              | Valencia C. F.          | 3 - 1              | Real Madrid C. F.       |                                             |
| 2007-08              | R. C. D. Español        | 2 - 1              | Villarreal C. F.        |                                             |
| 2008-09              | F. C. Barcelona         | 2 - 0              | R. C. Celta de Vigo     |                                             |
| 2009-10              | Real Madrid C. F.       | 3 - 1              | Valencia C. F.          |                                             |
| 2010-11              | F. C. Barcelona         | 3 - 1              | Real Madrid C. F.       |                                             |
| 2011-12              | Sevilla F. C.           | 1 - 0              | R. C. D. Español        |                                             |
| 2012-13              | Sevilla F. C.           | 3 - 2              | R. C. Celta de Vigo     | Récord de campeonatos consecutivos igualado |
| 2013-14              | Real Madrid C. F.       | 1 - 1 (7 - 6 pen.) | Real Sociedad de Fútbol |                                             |
| 2014-15              | Villarreal C. F.        | 3 - 2              | R. C. D. Español        |                                             |
| 2015-16              | Málaga C. F.            | 1 - 1 (3 - 0 pen.) | Sevilla F. C.           | Primer vencedor no campeón de liga          |
| 2016-17              | Real Madrid C. F.       | 1 - 0 (pró.)       | Málaga C. F.            |                                             |
| 2017-18              | Atlético de Madrid      | 3 - 1              | Real Sporting de Gijón  |                                             |
| 2018-19              | Real Zaragoza           | 0 - 0 (7- 6 pen.)  | Villarreal C. F .       |                                             |
| 2020-21              | R. C. D. de La Coruña   | 3 - 1              | F. C. Barcelona         |                                             |
| 2021-22              | F. C. Barcelona         | 2 - 0              | Athletic Club           |                                             |
| 2022-23              | Real Madrid C. F.       | 3 - 1              | Real Betis Balompié     |                                             |
| 2023-24              | Atlético de Madrid      | 1 - 0              | Real Betis Balompié     |                                             |
| 2024-25              | Real Betis Balompié     | 3 - 1              | Valencia C. F.          | Récord de finales consecutivas igualado     |

### Palmarés
El trofeo que se entrega al club campeón de este torneo, es el mismo que se entrega en el Campeonato Nacional de Liga de Primera División, pero de menor tamaño. El trofeo queda en propiedad de un club, si lo gana tres veces de forma consecutiva o cinco de forma alterna, al igual que la citada competición profesional.
Nota: en negrita las ediciones de la Copa de Campeones, actual competición que designa al campeón absoluto.
| Equipo                       | Títulos | Subc. | Años de los campeonatos                                                                                    |
| ---------------------------- | ------- | ----- | --- |
| Real Madrid C. F.            | 12      | 4     | 1986-87, 1987-88, 1989-90, 1992-93, 1994-95, 1996-97, 1999-00, 2005-06, 2009-10, 2013-14, 2016-17, 2022-23 |
| F. C. Barcelona              | 5       | 5     | 1993-94, 2004-05, 2008-09, 2010-11, 2021-22                                                                |
| Sevilla F. C.                | 3       | 4     | 1990-91, 2011-12, 2012-13                                                                                  |
| Atlético de Madrid           | 3       | 1     | 2001-02, 2017-18, 2023-24                                                                                  |
| Athletic Club                | 2       | 1     | 1988-89, 1991-92                                                                                           |
| Real Sociedad de Fútbol      | 2       | 1     | 1997-98, 1998-99                                                                                           |
| Málaga C. F.                 | 2       | 1     | 2002-03, 2015-16                                                                                           |
| R. C. Deportivo de La Coruña | 2       | –     | 1995-96, 2020-21                                                                                           |
| Valencia C. F.               | 1       | 4     | 2006-07 |
| R. C. D. Español             | 1       | 4     | 2007-08 |
| Real Betis Balompié          | 1       | 3     | 2024-25 |
| Real Sporting de Gijón       | 1       | 2     | 2003-04 |
| Villarreal C. F.             | 1       | 2     | 2014-15 |
| C. A. Osasuna                | 1       | 1     | 2000-01 |
| Real Zaragoza                | 1       | 1     | 2018-19 |
| Real Valladolid              | –       | 2     | |
| R. C. Celta de Vigo          | –       | 2     | |